# Sama (ort)
Sama är en ort i Burkina Faso.   Den ligger i provinsen Province de la Kossi och regionen Boucle du Mouhoun, i den västra delen av landet, 300 km väster om huvudstaden Ouagadougou. Sama ligger 295 meter över havet och antalet invånare är 3 853.
Terrängen runt Sama är platt. Närmaste större samhälle är Diontala, 14,5 km väster om Sama.
Omgivningarna runt Sama är en mosaik av jordbruksmark och naturlig växtlighet. Runt Sama är det ganska tätbefolkat, med 60 invånare per kvadratkilometer.